# Nissan Pulsar VZ-R N1
Nissan Pulsar VZ-R N1 — ограниченная версия спортивного хэтчбека Nissan Pulsar (N15), созданная в Японии в конце 1990-х годов. Автомобиль разработан для участия в соревнованиях класса N1 и является одной из самых мощных серийных машин с атмосферным двигателем объёмом 1.6 литра.

## История
В 1997 году Nissan представил VZ-R N1 как хомологационную модель для национальных кольцевых гонок. В основе лежала модель Pulsar VZ-R, но версия N1 отличалась улучшенным двигателем, облегчённым кузовом, минималистичным салоном и гоночной подвеской. Было выпущено две серии — 1997 и 1998 годов, каждая в количестве около 400 экземпляров.

## Особенности и модификации

### SR16VE N1
Главной особенностью N1 стал высокооборотистый двигатель SR16VE N1 — редкая модификация с двумя фазовращателями VVL и специальной прошивкой ECU. Это позволило выжать 200 л.с. при объёме всего 1.6 литра — удельная мощность составила 125 л.с./л.

### Облегчение
- Удалены: шумоизоляция, кондиционер, часть электроники
- Аэродинамический обвес: специальный передний бампер, задний спойлер, капот с воздухозаборником
- Установлены: тонкие стёкла, облегчённые сиденья, 15" диски (Enkei RPF1 или аналогичные)

### Подвеска и трансмиссия
- LSD (блокировка дифференциала)
- Укороченные передаточные числа
- Жёсткая спортивная подвеска с занижением

## Технические характеристики
| Характеристика        | Значение                    |
| --------------------- | --------------------------- |
| Двигатель             | 1.6 л SR16VE N1 I4 DOHC VVL |
| Мощность              | 200 л.с. при 7800 об/мин    |
| Крутящий момент       | 181 Н·м при 7200 об/мин     |
| Разгон 0–100 км/ч     | ~6.8 с                      |
| Максимальная скорость | ~225 км/ч                   |
| Масса                 | 1090–1120 кг                |
| Привод                | Передний                    |
| КПП                   | 5-ступенчатая механическая  |

## Разновидности
| Серия        | Год  | Отличия                                                      |
| ------------ | ---- | ------------------------------------------------------------ |
| N1 Series I  | 1997 | Оригинальный блок SR16VE N1, базовый впуск, простая подвеска |
| N1 Series II | 1998 | Улучшенный впуск, обновлённый ECU, более жёсткая подвеска    |

## Наследие
Несмотря на ограниченный выпуск, Pulsar VZ-R N1 стал культовым среди поклонников JDM и горячих хэтчбеков. Его двигатель до сих пор считается одним из лучших в классе «до 1600 см³». Он также повлиял на развитие более массовых моделей, включая Nissan Almera GTI и Nissan Sunny VZ-R.

## Внешние ссылки
- NISMO — официальный сайт
- GT-R Registry
- Nissan Global